# Aeroporto di Majuro
L'Aeroporto di Majuro (Amata Kabua International Airport) (IATA: MAJ, ICAO: PKMJ), è il principale aeroporto delle Isole Marshall. Realizzato sull'atollo Majuro, è collegato con gli altri scali della nazione.